# Fosse no 1 des mines de Drocourt
La fosse no 1 dite La Parisienne de la Compagnie des mines de Drocourt est un ancien charbonnage du Bassin minier du Nord-Pas-de-Calais, situé à Hénin-Beaumont. Le fonçage du puits commence en 1879, mais à cause de fortes venues d'eau, et d'un terrain houiller situé plus profondément que dans les autres compagnies, la fosse ne commence à produire qu'en 1883. Des corons sont bâtis au sud de la fosse, à Drocourt, ainsi que des écoles et une église. Le terril no 205, 1 de Drocourt, est entrepris au nord-ouest de la fosse, mais ce n'est qu'à partir de la fin des années 1950, grâce aux usines, qu'il va commencer à prendre de l'importance. La fosse est détruite durant la Première Guerre mondiale. La Compagnie des mines de Vicoigne-Nœux rachète la Compagnie de Drocourt le 13 mars 1925.
La Compagnie des mines de Drocourt est nationalisée en 1946, et intègre le Groupe d'Hénin-Liétard. La fosse no 1 cesse d'extraire en 1947, et son puits est remblayé cinq ans plus tard.
Le carreau de fosse devient le siège du Service Géologie. Au début du XXIe siècle, Charbonnages de France matérialise la tête de puits no 1. Des ateliers et les bains-douches sont détruits durant l'été 2009, il ne reste plus de la fosse que le bâtiment de la machine d'extraction. Le terril est un espace vert. Les corons ont essentiellement été préservés et rénovées, ainsi que l'église et les écoles. Le terril no 205, la cité de corons de la Parisienne, l'école, et l'église Sainte-Barbe, ont été classés le 30 juin 2012 au patrimoine mondial de l'Unesco.

## La fosse

### Fonçage
La société civile a commencé dès 1879 l'ouverture d'un puits, no 1 ou La Parisienne, au sud de la commune d'Hénin-Beaumont, près du sondage de Drocourt qui a fait de belles découvertes. Le puits est localisé à l'extrémité sud de la commune, dans l'angle nord formé par l'intersection de la route d'Arras à Hénin-Liétard et du chemin de Billy-Montigny à Quiry-la-Motte.
Le puits est entrepris à l'altitude de quarante ou 48,40 mètres. À peine entré dans le niveau, la venue d'eau s'élève à 80 000 hectolitres par 24 heures. Elle a été rencontrée dans la tête du niveau. Les terrains sont désagrégés, et exigent pour être maintenus en place, un boisage provisoire très soigné. Le cuvelage en bois a dix-huit pans, et règne sur 79 mètres de hauteur,. Le diamètre utile du puits est de 4,50 mètres. Il a fallu mettre en marche une machine d'épuisement à traction directe de 150 chevaux, et deux pompes de 55 centimètres de diamètre.
Mais les terrains se raffermissent dans la profondeur, et des picotages successifs retiennent bientôt les eaux. Le cuvelage commencé le 25 octobre 1880 a été terminé le 20 mars 1881 à 79,48 mètres de profondeur. Le puits de Drocourt est creusé au diamètre de 4,50 mètres dans le cuvelage. L'extraction des déblais s'effectue au moyen d'une machine à deux cylindres conjugués et horizontaux de la force de cent chevaux. Le 1er mai 1881 le puits a atteint la profondeur de 112 mètres.
Une fois ces niveaux franchis, le creusement progresse beaucoup plus vite. En 1883, le terrain houiller est atteint à la profondeur de 291,80 mètres. Les terrains anciens ont donné au début une venue d'eau de 500 hectolitres par 24 heures qui s'est rapidement asséchée.

### Exploitation
La fosse commence à extraire en 1883. Elle produit cette année-là 1 524 tonnes de houille grasse. Dans les années 1890, le puits est profond de 620 mètres, et les accrochages sont établis à 350, 492, 550 et 609 mètres.
La Compagnie des mines de Vicoigne-Nœux rachète la Compagnie de Drocourt le 13 mars 1925.
La Compagnie des mines de Drocourt est nationalisée en 1946, et intègre le Groupe d'Hénin-Liétard. La fosse no 1 cesse d'extraire en 1947. Son puits, profond de 899 mètres, est remblayé en 1952.

### Reconversion
La fosse est devenue le siège du Service Géologie, et possède notamment un simulateur d'aérage.
Au début du XXIe siècle, Charbonnages de France matérialise la tête de puits. Le BRGM y effectue des inspections chaque année. Des ateliers et les bains-douches sont détruits durant l'été 2009, il ne subsiste plus que le bâtiment de la machine d'extraction. Le bâtiment est enfaite aujourd'hui détruit. 

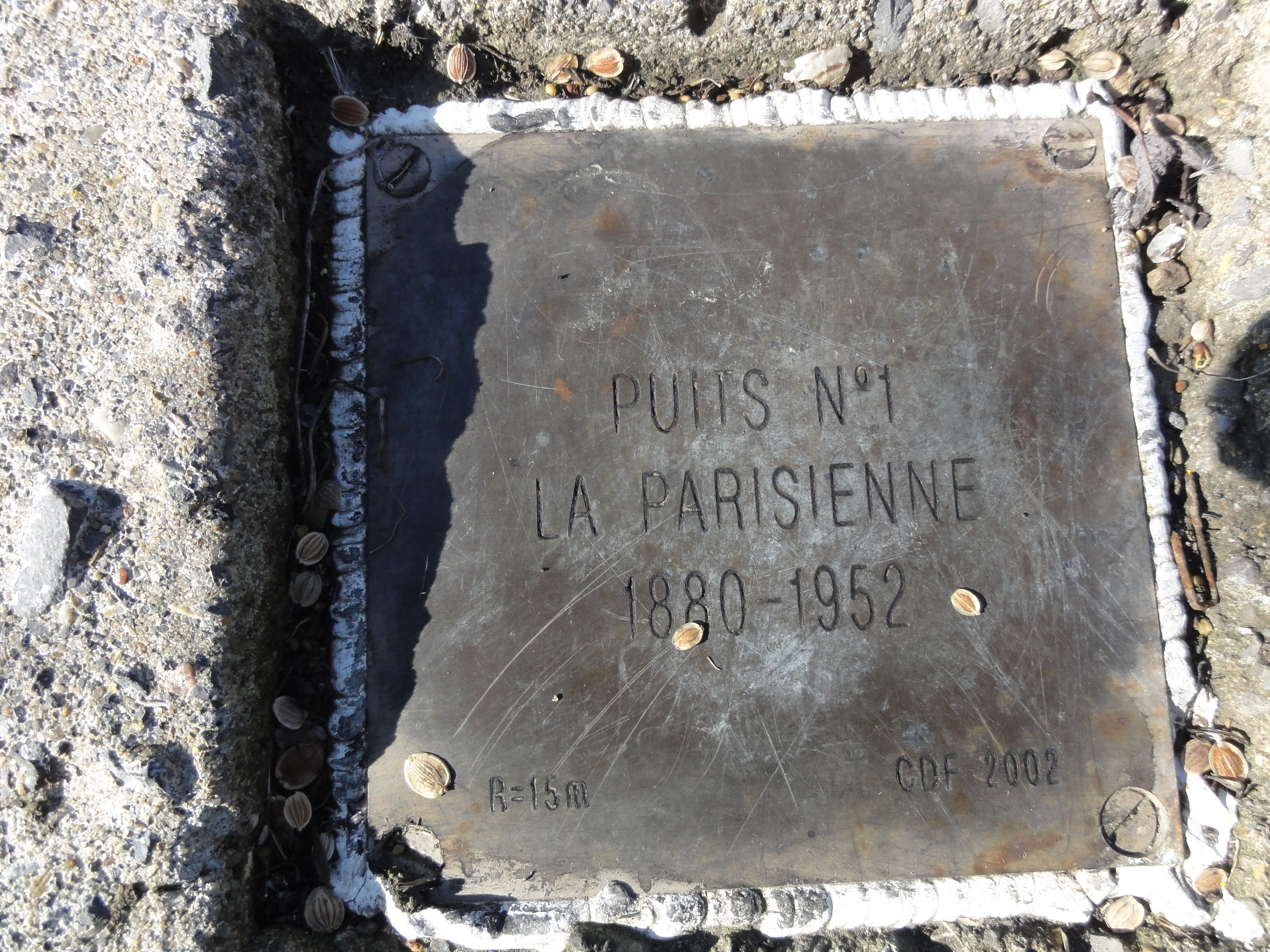
Puits no 1, La Parisienne, 1880 - 1952.
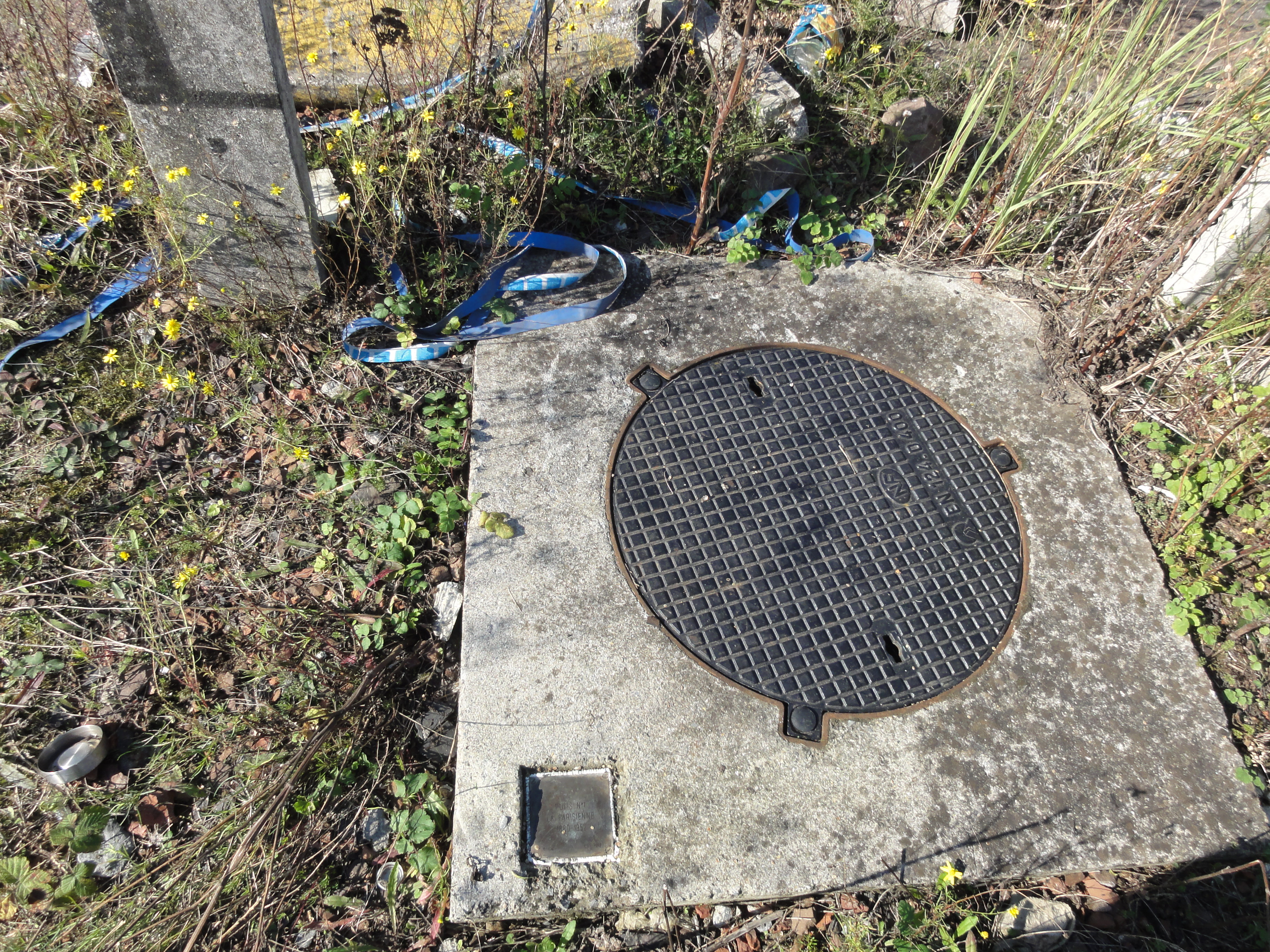
La tête de puits matérialisée.
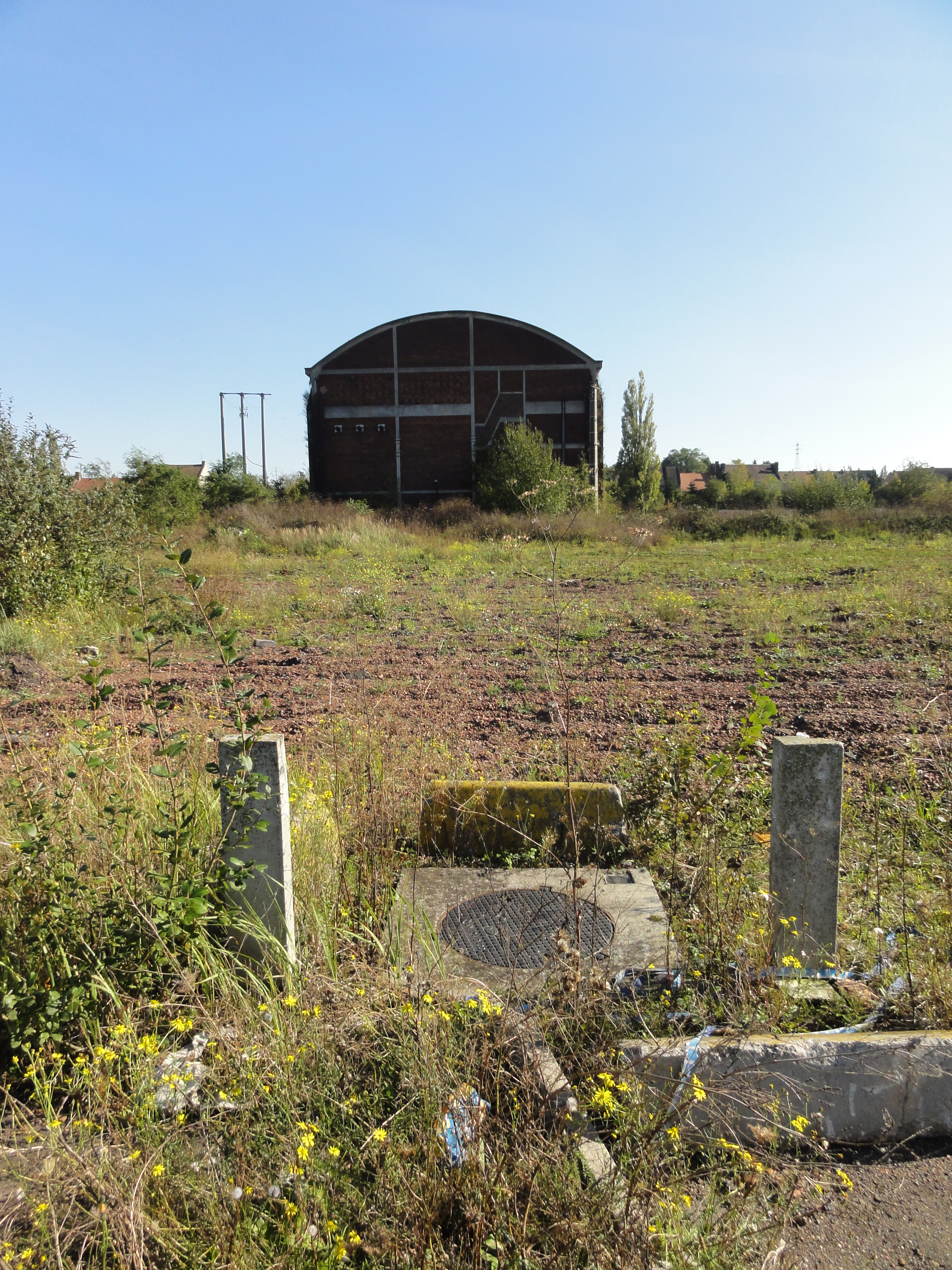
Le puits dans son environnement.
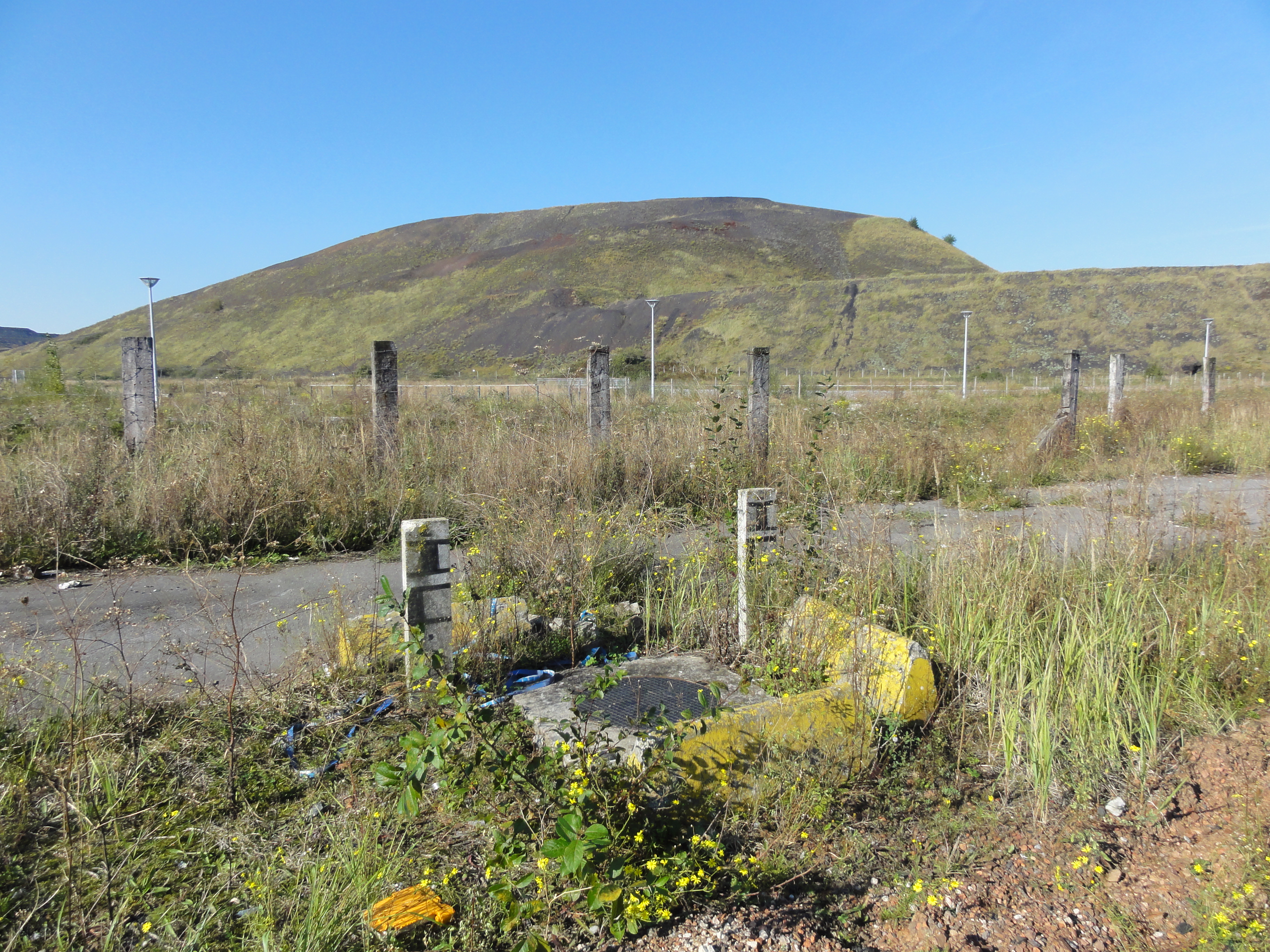
Le puits dans son environnement.
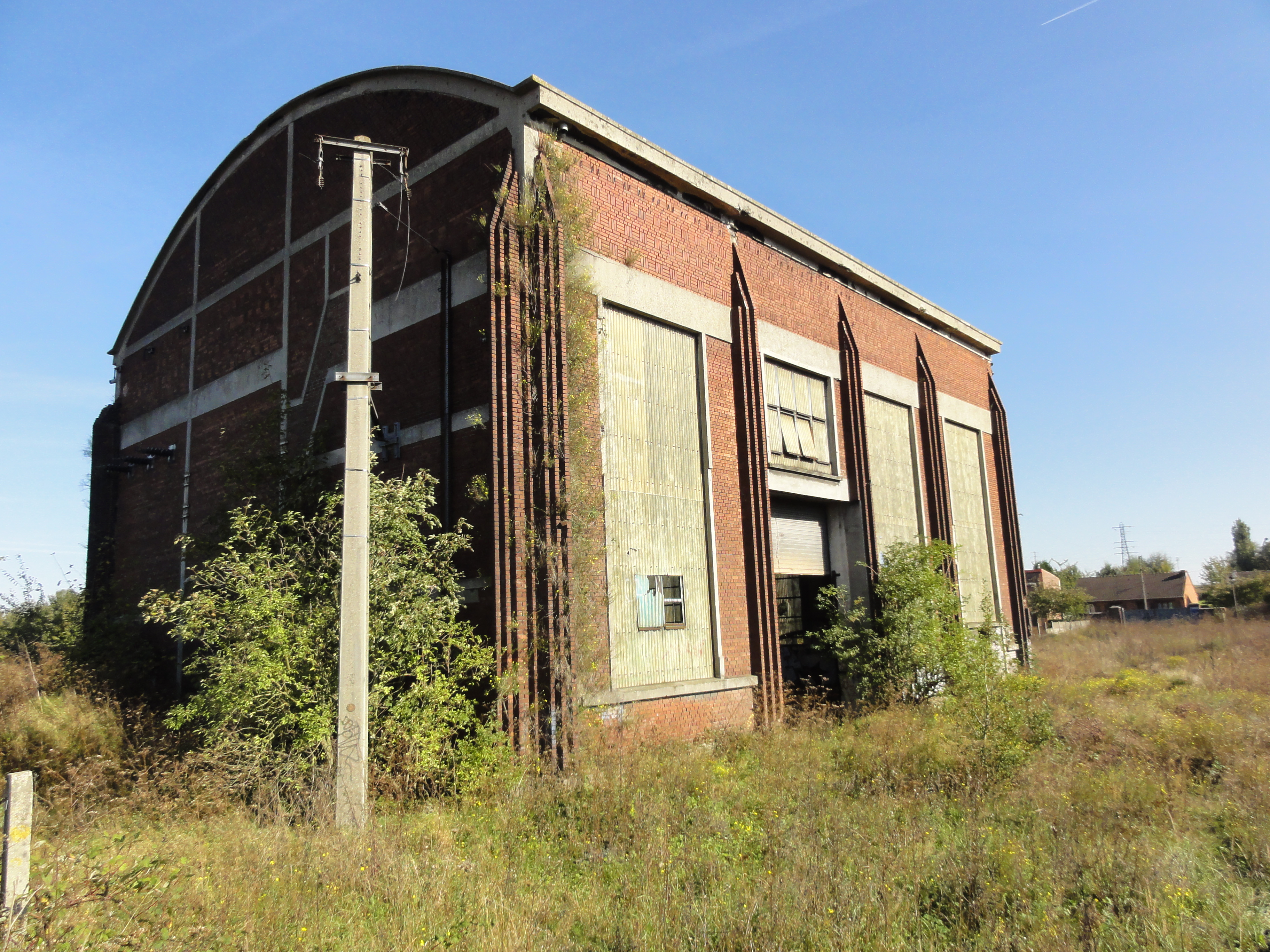
Le bâtiment de la machine d'extraction.
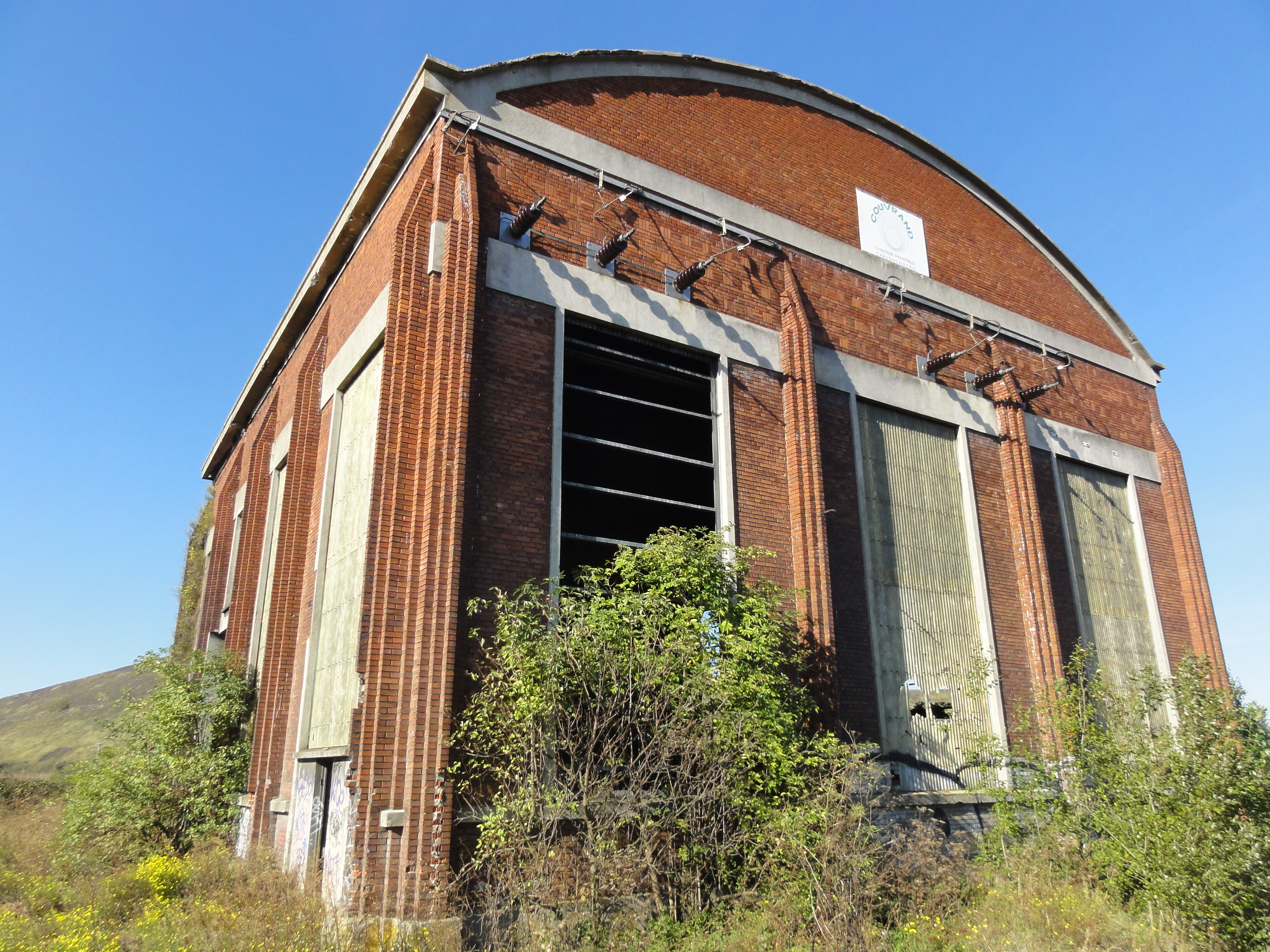
Le bâtiment de la machine d'extraction.

## Le terril

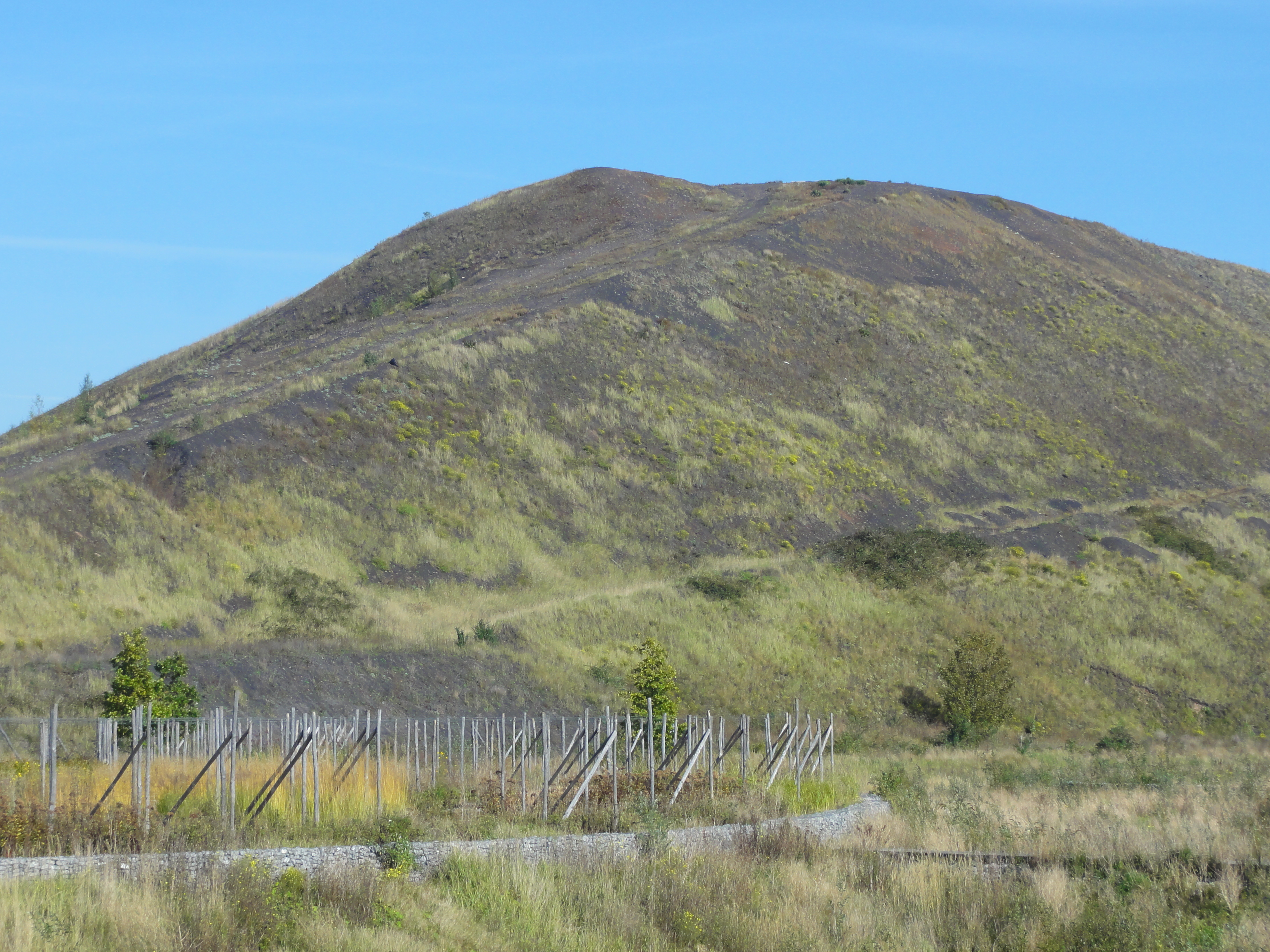
Le terril no 205.

50° 24′ 23″ N, 2° 56′ 02″ E
Le terril no 205, 1 de Drocourt, situé à Hénin-Beaumont, est un immense terril tabulaire, donc la surface est de forme triangulaire, alimenté par la fosse no 1 des mines de Drocourt. Il est situé au nord de l'ancienne cokerie de Drocourt, et, pour partie, sur le carreau de la fosse no 3 des mines de Drocourt. Son activité a commencé avec celle des usines,.
Le terril no 205 fait partie des 353 éléments répartis sur 109 sites qui ont été classés le 30 juin 2012 au patrimoine mondial de l'Unesco. Il constitue une partie du site no 48.

## Les cités
De nombreux corons ont été bâtis à proximité de la fosse no 1, sur le territoire de Drocourt. Deux d'entre eux sont longs de 235 mètres. La cité de corons La Parisienne, ainsi que l'église et l'école, font partie des 353 éléments répartis sur 109 sites qui ont été classés le 30 juin 2012 au patrimoine mondial de l'Unesco. Ils constituent le site no 49.

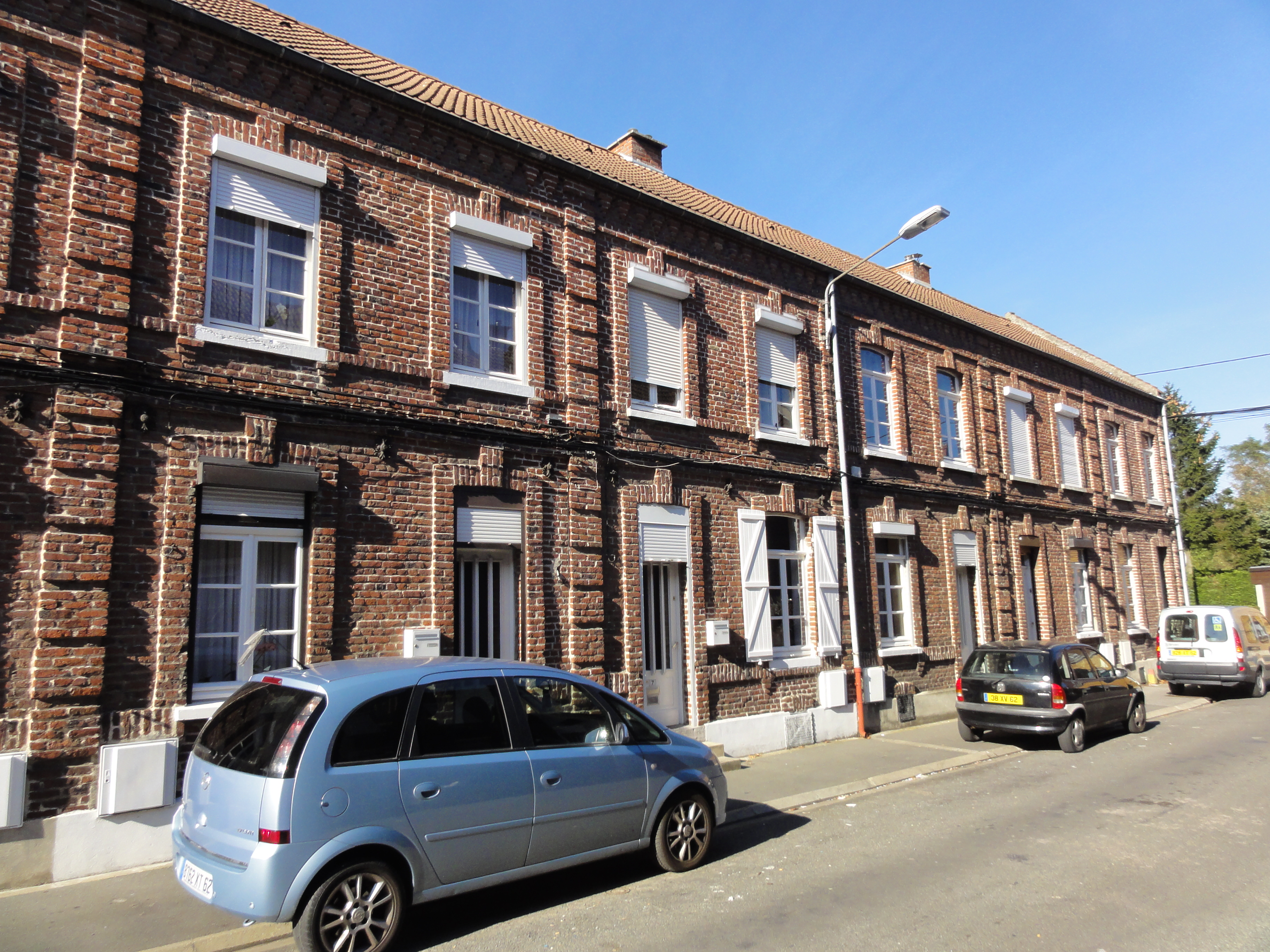
Les corons.
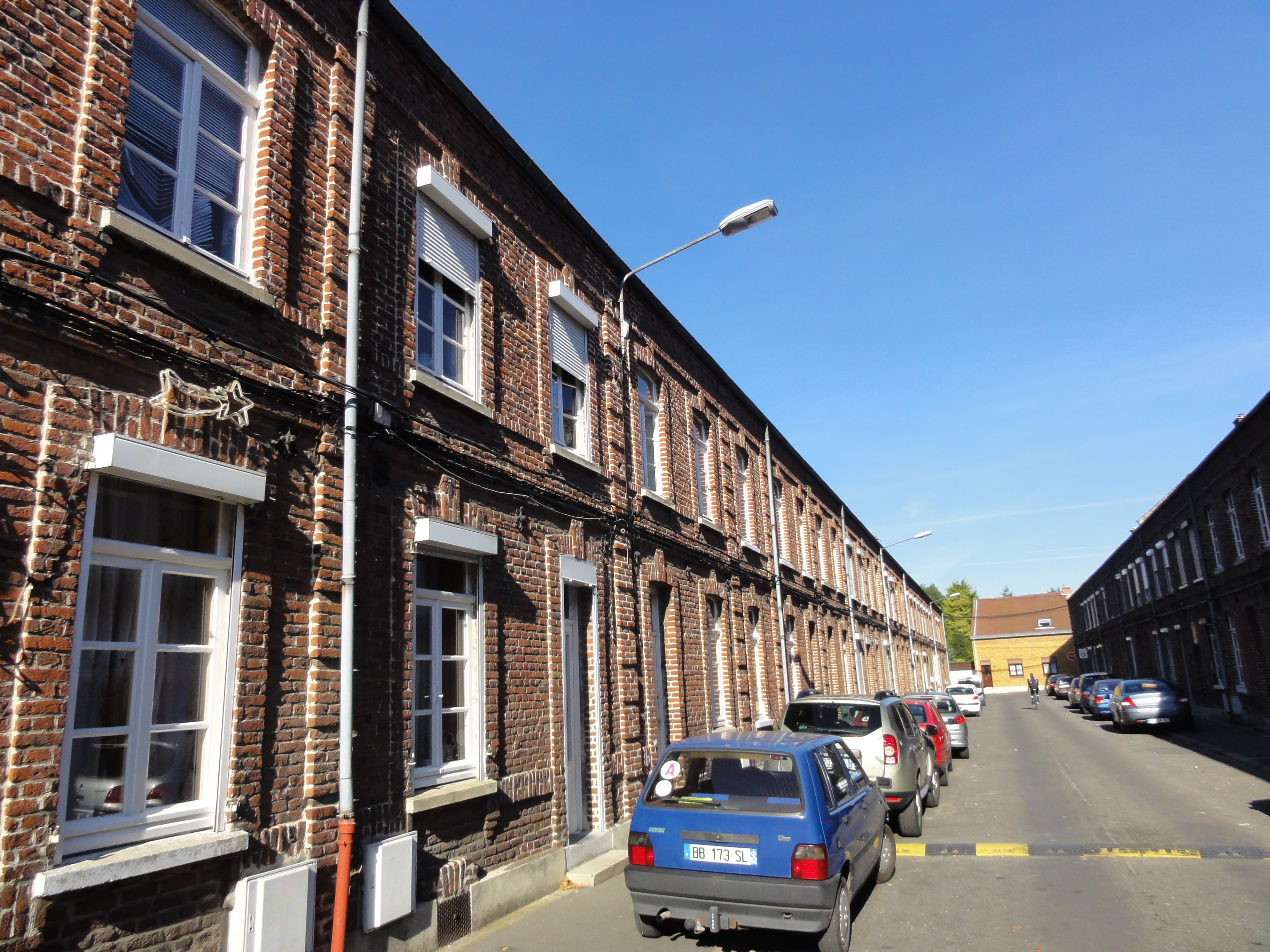
Les corons.
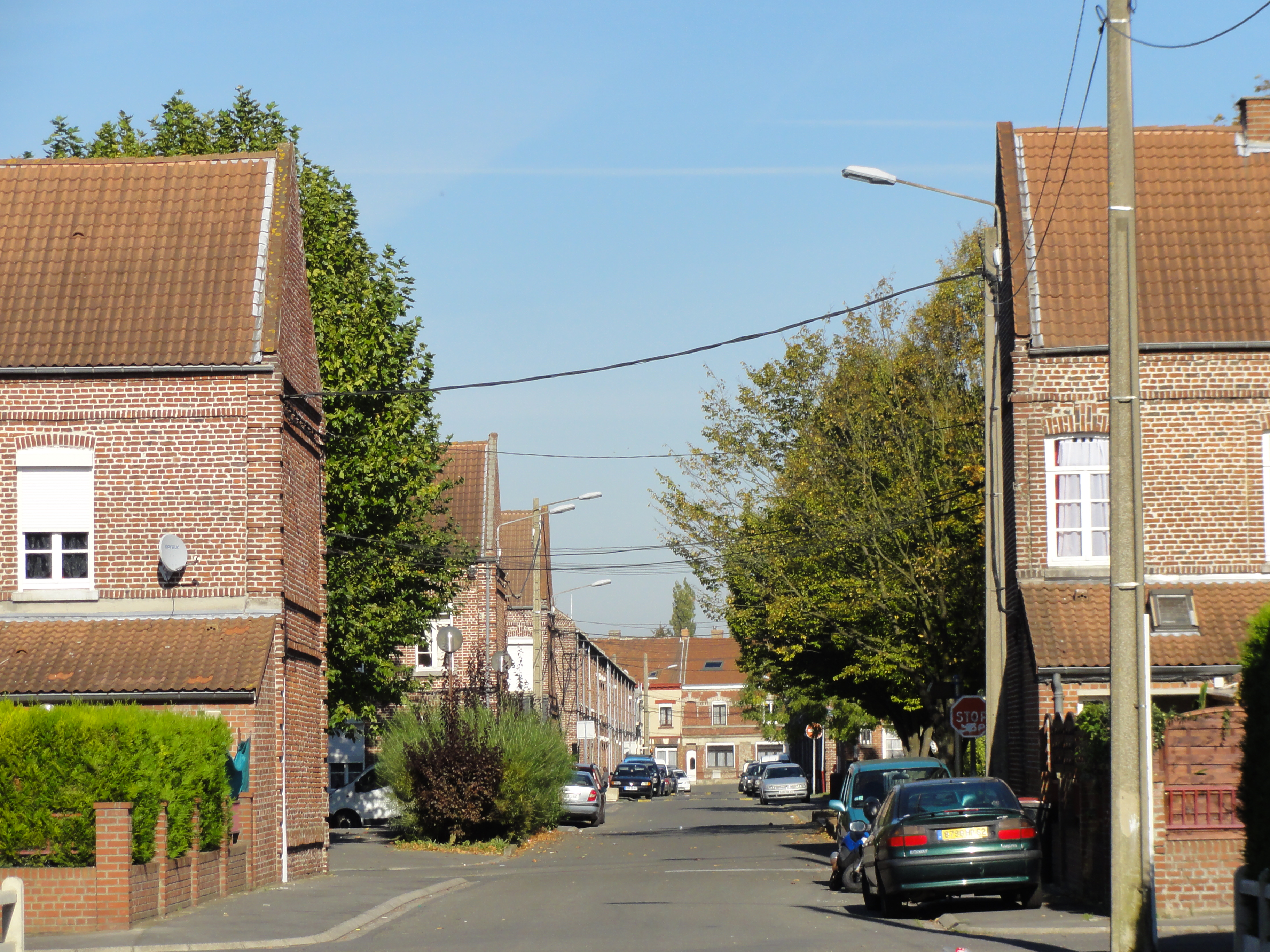
Succession de corons.
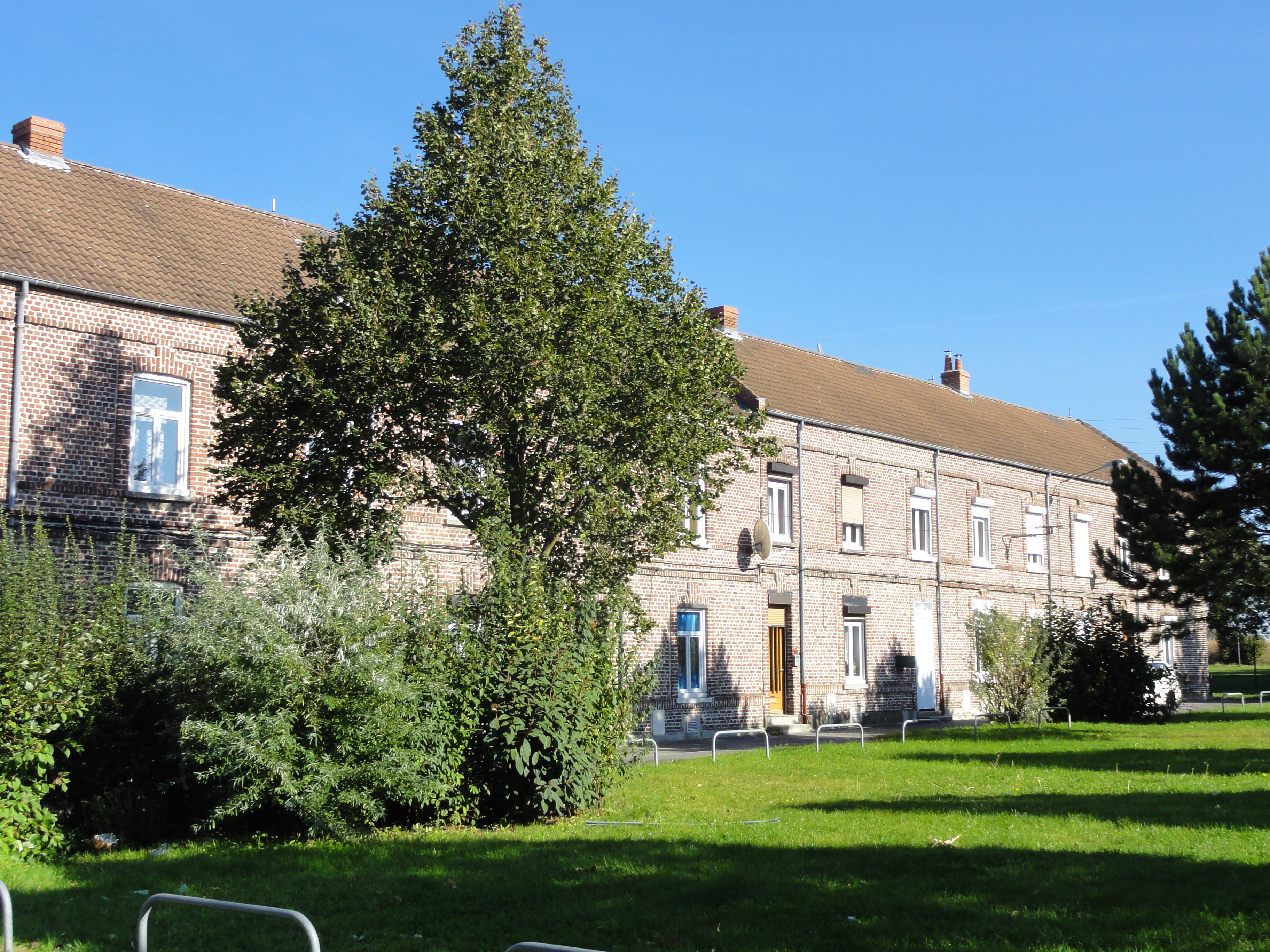
Les corons.
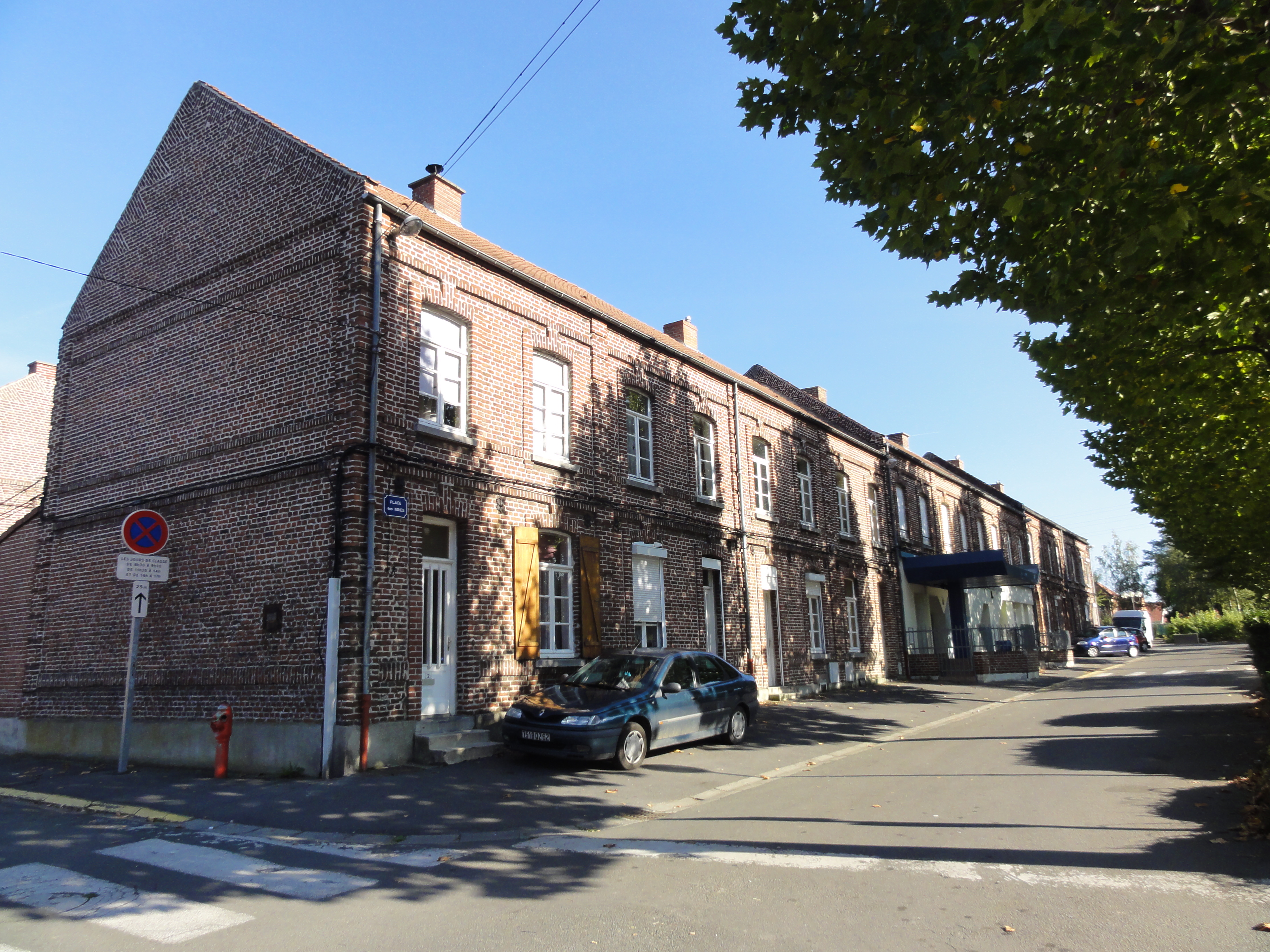
Les corons.
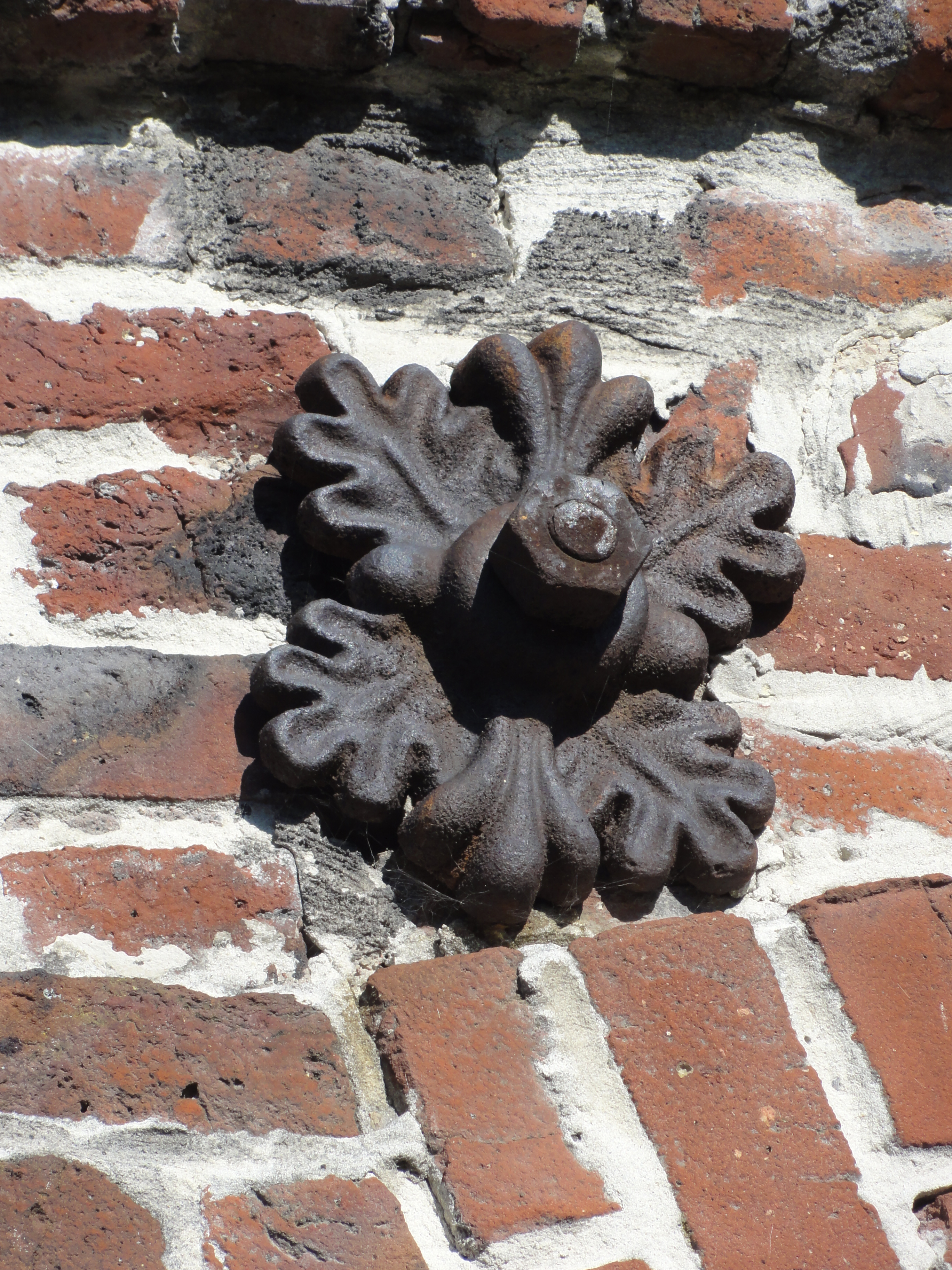
Un élément architectural.

### L'église Sainte-Barbe

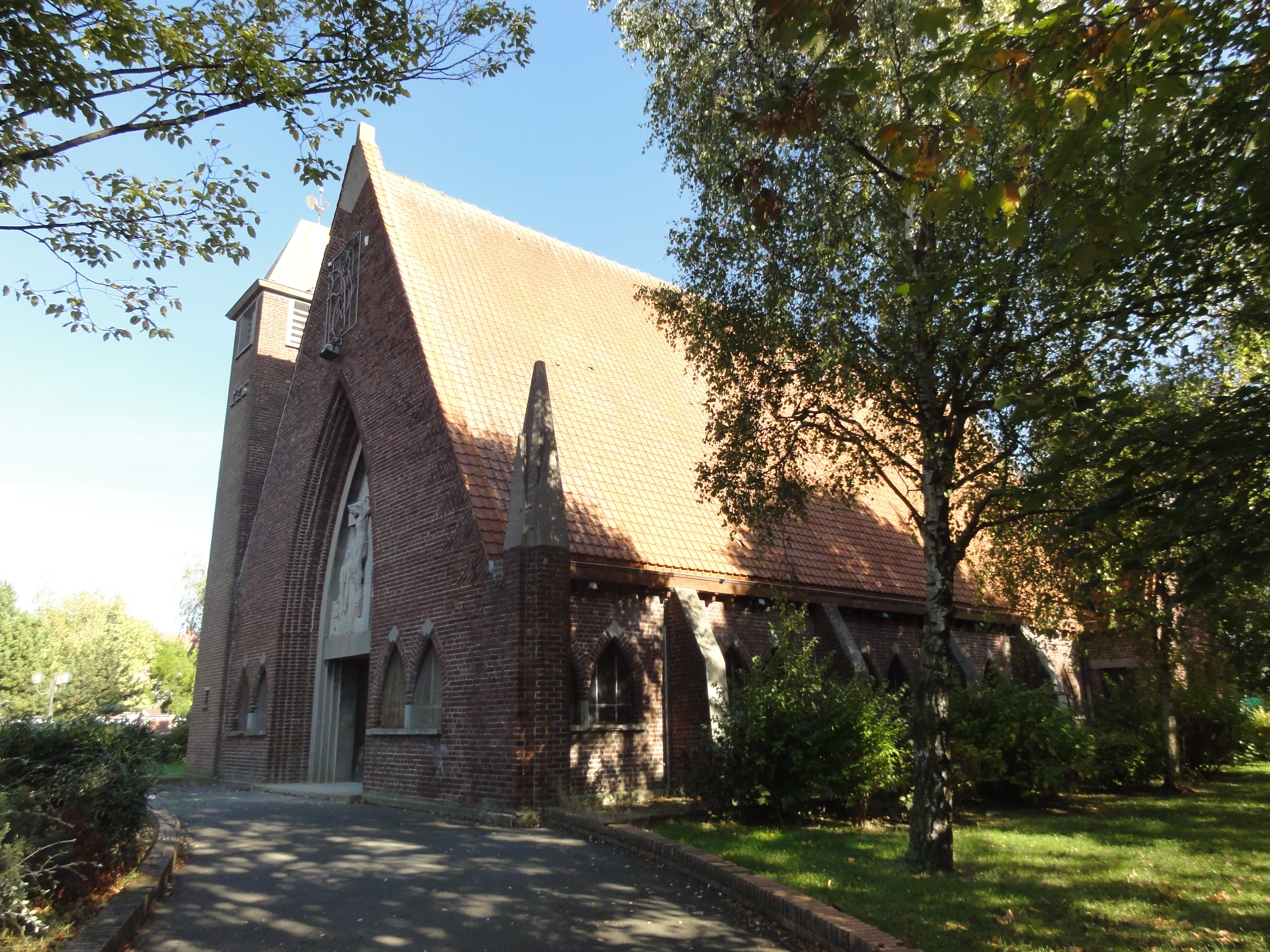
L'église Sainte-Barbe.

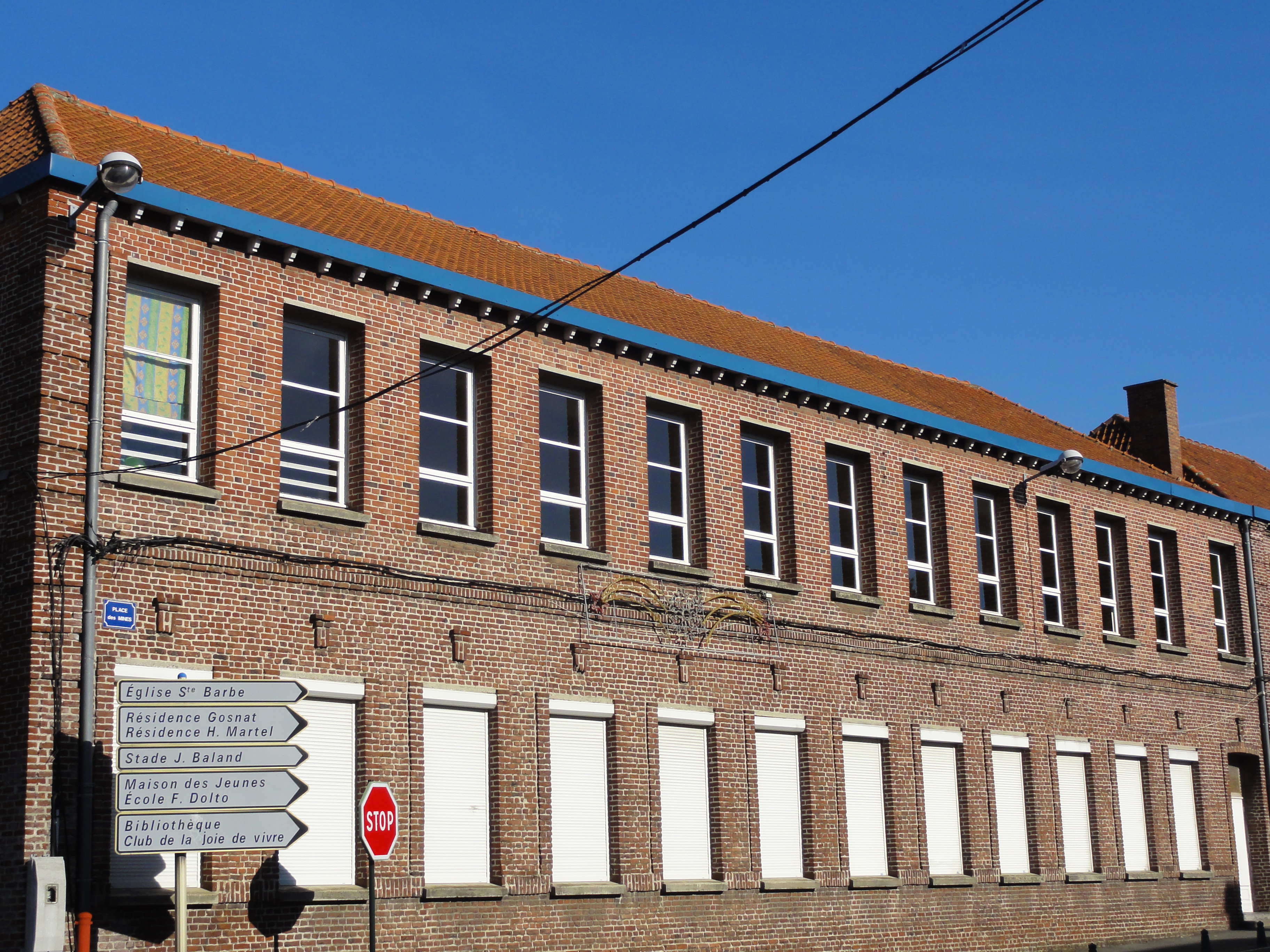
Les écoles.

50° 23′ 52″ N, 2° 56′ 15″ E
Une église Sainte-Barbe a été bâtie au cœur des cités, à côté de la place, en face des écoles. Des expositions y ont lieu occasionnellement.

### Les écoles
50° 23′ 54″ N, 2° 56′ 09″ E
Des écoles ont été bâties au cœur des cités, près de l'église.